# Alexandre Parola

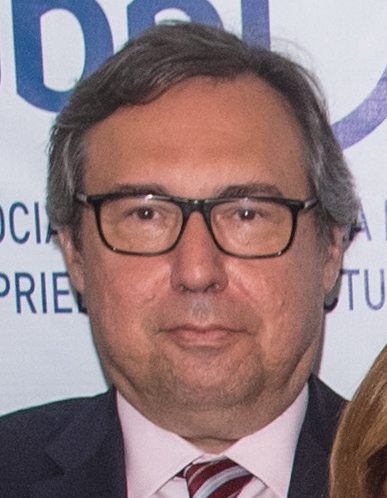
Alexandre Parola

Alexandre Guido Lopes Parola ist ein brasilianischer Diplomat.

## Leben
Parola hat einen Bachelor in Wirtschaftswissenschaften der Universidade Federal do Rio de Janeiro von 1985, einen Master in Wirtschaftswissenschaften der University of Brasilia von 1991 und einen PhD in Philosophie der Katholischen Universität von Amerika von 2003.
Seit 1988 arbeitet Parola als Diplomat, darunter in der Botschaft in Washington 1993, der Botschaft in Santiago de Chile 1997, der Vertretung in Genf 2006 und der Botschaft in London 2011. In der brasilianischen Regierung diente er als Berater, so 1991 für den Außenminister, 1992 für den Wirtschaftsminister und 1999 für den Präsidenten. Im Jahr 2002 und von 2016 bis 2018 war er Sprecher des Präsidenten. Im Jahr 2015 war er Direktor der Abteilung für Wirtschaft im Außenministerium. Im Jahr 2018 war er Präsident von Brazil Communication Enterprise. Seit Oktober 2018 war er Ständiger Vertreter Brasiliens bei der Welthandelsorganisation. Sein Nachfolger im Jahr 2023 wurde Guilherme de Aguiar Patriota.